# Risen Star
Risen Star (25 marca 1985 – 13 marca 1998) – amerykański koń wyścigowy pełnej krwi angielskiej. Zasłynął ze zwycięstwa w Belmont Stakes w 1988 roku, gdzie uzyskał czas, który obecnie jest czwartym najlepszym w historii tego wyścigu.

## Życiorys
Ciemnogniady ogier został wyhodowany przez Arthura B. Hancocka III i Leone J. Peters. Jego ojcem był zdobywca Triple Crown z 1973 roku, Secretariat, natomiast matką konia była klacz Ribbon. Dwa lata później zakupili go Ronnie Lamarque oraz Louie Roussel III, który został także trenerem konia. Był on pobożnym katolikiem, który wyleczył się z raka gardła. 10% pieniędzy z wygranych konia zostało przekazane zakonowi katolickiemu.

### Kariera wyścigowa
Jako dwulatek nie brał udziału w wielu gonitwach. Wygrał Minstrel Stakes na torze Louisiana Downs.
Jako trzylatek wygrał Louisiana Derby oraz Lexington Stakes. W Kentucky Derby zajął trzecie miejsce za klaczą Winning Colors oraz ogierem Forty Niner. Klacz od początku wyścigu objęła prowadzenie i dżokeje innych koni myśleli, że pod koniec osłabnie, dlatego też pozwolili jej prowadzić. Tak się jednak nie stało i wskutek tego oraz błędu dżokeja, Risen Star nie zdołał nadrobić strat i wysunąć się na pierwsze miejsce. Dwa tygodnie później wygrał Preakness Stakes o 11⁄2 długości, pokonując Brian's Time, Winning Colors oraz jednego z faworytów, Private Terms. Następnie wziął udział w Belmont Stakes na dystansie 2,4 kilometra. Pod koniec wyścigu oddalił się od stawki i wygrał o 143⁄4 długości z czasem 2:262⁄5. 15 lat wcześniej przewagę 31 długości oraz czas 2:24 w tym samym wyścigu uzyskał jego ojciec, Secretariat. Czas, w którym Risen Star przebiegł Belmont Stakes, był wówczas drugim najszybszym w historii. Obecnie jest to czwarty najlepszy, zaraz za wynikami koni A.P. Indy, Easy Goer oraz Secretariat. Za swoje zwycięstwo w tym oraz poprzednim wyścigu, właściciela Risen  Stara otrzymali bonus w wysokości miliona dolarów.
Kontuzja, której nabawił się w Belmont, zmusiła go do przedwczesnego przejścia na emeryturę. Risen Star zakończył karierę z 8 zwycięstwami na 11 startów oraz zarobkami wynoszącymi 2 029 845 dolarów. Zdobył także Nagrodę Eclipse dla najlepszego trzyletniego ogiera. Jest to pierwszy raz, kiedy trzy generacje koni otrzymały ten sam tytuł w tej samej kategorii (Risen Star w 1988, jego ojciec, Secretariat w 1973 oraz jego dziadek, Bold Ruler w 1957).

### Emerytura i śmierć
Risen Star rozpoczął karierę reproduktora w 1989 roku w Kentucky. Nie odnosił on dużych sukcesów, jednak spłodził parę koni, które zwyciężały na torach. Przez całą swoją karierę reproduktora zmagał się z problemami z żołądkiem. 13 marca 1998 roku padł na kolkę. Dwa miesiące wcześniej przechodził operację. Koń został pochowany na farmie Walmac International w Kentucky.
Na jego cześć na torze Fair Grounds Race Course co roku organizuje się Risen Star Stakes dla koni trzyletnich.